# Massa molecular
La massa molecular és la massa d'una molècula expressada en la unitat del sistema internacional, uma (unitats de massa atòmica). Més recentment la comunitat científica prefereix els símbols u o Da. El valor de la massa molecular de l'isòtop carboni-12 té un pes atòmic de 12. Es pot calcular la massa molecular d'un compost sumant les masses dels àtoms que el componen, tenint en compte el nombre d'àtoms de cada element.
Per exemple, en el cas de l'aigua (H₂O):
{\displaystyle 2\times 1,0079+15,99994=18,0157\;{\text{uma}}}
on:
- massa atòmica del H: 1,0079
- massa atòmica del O: 15,99994

El factor de conversió de massa molecular a massa molar és el Nombre d'Avogadro (6,022 × 1023):
{\displaystyle m_{\text{molar}}=m_{\text{molecular}}\times 6,022\cdot 10^{23}}

## Pes molecular
Anàlogament a la relació entre massa i força pes en el món macroscòpic, a nivell atòmic i molecular, també es compleix que la força pes FG d'un objecte de massa m situada en l'acció d'un camp magnètic com ara el terrestre amb constant gravitatòria mitjana g val el producte de la massa per la constant g.
{\displaystyle F_{\text{G}}=m_{\text{molecular}}\times g}
La utilitat del pes molecular és poca. És un concepte teòric perquè no hi ha eines per "pesar" molècules individuals. Per això històricament s'ha usat la nomenclatura de Massa molecular i Pes molecular quasi com a sinònims.